# 志村玲於
志村 玲於（しむら れお、1999年1月29日 - ）は、日本の俳優、アーティスト、ダンサー。
東京都出身。スターダストプロモーション制作1部所属。
EBiDANのメンバーであり、9人組ボーカルダンスユニットSUPER★DRAGONのメンバーである。

## 略歴
近所にダンススクールが開校したのをきっかけに、小学3年生からダンスを始める。姉の影響を受けEBiDANのストリートライブを観に行き、惹かれた志村はオーディションを受験。
2012年3月の「EBiDAN THE LIVE 春の陣！」でステージデビュー。
2015年9月、SUPER★DRAGONのメンバーとしてデビュー。
2019年6月には個人名義でのInstagramを開設した。同年12月に発売したミニアルバム『TRIANGLE -FIRE DRAGON-』に収録されている「Let’s Get Down」では初の振付を担当している。

## 人物
- 趣味はアニメ鑑賞、紅茶を飲むこと[2]。
- 名前の由来はアニメ『ジャングル大帝』より[2]。
- 名前が決まる前、ロカビリーに入れ込んでいた志村の父親が「ボブ」と名付けようとしたものの、親戚の猛反対により「玲於」という名前に落ち着いたというエピソードがある[3]。
- 好きな食べ物はマンゴー[2]。
- 自分にキャッチコピーをつけるとしたら「筋肉ダンサー」。
- 座右の銘は「一期一会」。
- 姉と妹がおり、姉のバレンタインチョコレートの制作を手伝ったり[2]、週末は妹の運動会を観戦に出掛けたり[4] と仲が良い様子。妹もダンスを習っている[5]。
- 得意科目は体育、苦手科目は英語。
- 小学生時代の得意科目は体育と家庭。特に調理実習の授業を好んでおり、イタリアンやフランス料理のシェフになりたいと思っていた時期もあったという[2]。
- 中学時代はサーフィンが好きで、よく友人と遊びに行っていた。高校生になると、グループが結成できるかどうかの大事な時期に差し掛かってきたため、日焼けや海水による肌荒れという芸能活動への影響の点を考えて辞めたと振り返っている[2]。
- 「ルーク」という名前のオスのトイプードルを2018年1月頃から飼っている[6]。
- 声優の宮野真守を尊敬しており、理想の男性像として名前を挙げている。[2] 宮野の演じた中で特に好きなキャラクターは『東京喰種』の月山。
- 小林龍二（元DISH//）に憧れてEBiDANのオーディションを受験し、2012年3月時点で履歴書の「憧れの芸能人」の欄に小林の名前を挙げていた[7]。
- ”ステージで人に伝える“という点で最初に影響を受けたのはユーキ（超特急）。初ステージの花道で見たユーキの表情が印象的だったと語っている[2]。
- 紅茶に凝っており、自前のティーポットを持ち歩くこともある[8]。楽屋でメンバーに紅茶を振る舞う様子が舞台裏の映像などで確認できる。動画の企画でティーコンシェルジュの元へ勉強にしに行ったこともある。
- 大学では法律や心理学を学んで[9] いたが、芸能活動を優先するために退学した[10]。具体的な退学時期は不明。

## 出演
ユニット活動の詳細は「SUPER★DRAGON」を参照

### 映画
- 二流小説家シリアリスト（2013年6月15日、東映） - 呉井 大悟（15歳）役
- スクールガール・コンプレックス〜放送部篇〜（2013年8月17日、S・D・P）
- 青夏 きみに恋した30日（2018年8月1日、松竹）- 浅島 タカヤ 役

### テレビドラマ
- FAKE MOTION -たったひとつの願い-（2021年1月21日 - 3月11日、日本テレビ） - 真田 空 役

### 舞台
- BIOHAZARD THE Experience（2017年2月10日 - 3月5日、ZEPPブルーシアター六本木 他）
- 義風堂々!! （2017年11月17日 - 12月10日、AiiA 2.5 Theater Tokyo 他） - 茂助 役
- FAKE MOTION 2021 SS LIVE SHOW（2021年3月25日 - 26日、東京ガーデンシアター） - 真田 空 役
- FAKE MOTION -THE SUPER STAGE-（2020年7月 2021年4月19日 - 5月2日、品川プリンスホテル ステラボール） - 真田 空 役
- ぼくらの七日間戦争（2020年9月11日 - 20日、かめありリリオホール） - 柿沼直樹 役
- ハンズアップ（2020年11月18日 - 23日、シアター1010）- DAICHI 役※寺坂尚呂己、倉知玲鳳、愛川こずえとダブルキャスト
- サイコーのパス（2020年12月16日 - 20日、ザ・ポケット）- 小林 役
- 一瞬の風になれ（2021年10月20日 - 11月2日、かめありリリオホール 他）- 根岸康行 役
- アオアシ（2022年5月18日 - 22日、こくみん共済 coop ホール / スペース・ゼロ） - 竹島 龍一 役
- 夏と夜と夢（2025年1月14日 - 19日、シアター・アルファ東京）[11]

### 朗読劇
- 私立探偵 濱マイク（2021年2月17日 - 23日、ヒューリックホール東京）- 星野 光 役※矢部昌暉とダブルキャスト
- 夢から醒めない夢を見よ。（2024年9月13日、シアター・アルファ東京）[12]
- 刻め!秒針よりも速く!!（2024年11月27日 - 12月1日、シアター・アルファ東京）[13]
- ROOM 2025（2025年7月2日、シアターサンモール）[14]

### ボイスコミック
- 恵比寿学園中等科日曜補習組探偵団（2015年6月、ENSOKU）- 壬生 煌我 役

### バラエティ
- AniParade!（2018年8月5日、GMM One31）- 「What‘s Japan」コーナーのガイドとして出演。

### ミュージックビデオ
- DISH//「いつかはメリークリスマス」（2013年）
- 超特急「EBiDAY  EBiNAI」（2014年）

### Webドラマ
- スカパー!朝のTwitterドラマ『神社』（2019年12月30日 - 2020年1月10日、スカパー!）

### Web番組
- GirlsAward特番『恋する金曜日』（2019年4月12日、楽天）

### ランウェイ
- 神戸コレクション 2019 AUTUMN/WINTER -ガールズフェスティバル-（2019年9月8日、ワールド記念ホール）